# كرز مفترش
الكرز المفترش (باللاتينية: Prunus prostrata) هو أحد أنواع جنس الخوخ من الفصيلة الوردية. يعد من أنواع اللوز البري.

## الموئل والانتشار
موطنه بلاد الشام والمغرب العربي وتركيا واليونان والبلقان وفرنسا وإسبانيا.